# Pseudozorilispe celebensis
Pseudozorilispe celebensis là một loài bọ cánh cứng trong họ Cerambycidae.